# Bellingham, Washington
Bellingham este un oraș din nord-vestul Statelor Unite ale Americii, statul Washington, centru administrativ al comitatului Whatcom și cel mai mare oraș al comitatului. Este situat la 80 km sud de granița canadiano-americană.

## Istorie
Orașul este situat pe malul golfului Bellingham, descoperit în 1792 de cǎtre navigatorul britanic George Vancouver. Pe țǎrmurile golfului locuiau triburile amerindienilor Sioux. Prima așezare întemeiatǎ de albi a fost înființatǎ în 1854, și s-a numit Whatcom. În apropiere de acesta erau multe mine. Bellingham-ul propriu zis a apǎrut în 1903 prin fuziunea mai multor localitǎți mici.

## Climă
Clima orașului este temperat-umedǎ, de altfel ca și în Seattle și Vancouver care sunt situate în apropiere. În timpul iernii, temperatura medie variazǎ de la 0 °C la +5 °C, iar vara de la +15 °C la +21 °C. Precipitații frecvente (970 mm/anual), în principal sub formă de ploaie. Zăpada este rară, chiar și în timpul iernii și se topește repede.

## Demografie
Populația totală a orașului în 2010: 80,885
Structura rasială în conformitate cu recensământul din 2010:
- 84.9% Albi
- 1.3% Negri
- 1.3% Americani Nativi
- 5.1% Asiatici
- 0.3% Hawaieni Nativi sau locuitori ai Insulelor Pacificului
- 4.3% Două sau mai multe rase
- 2.8% Altă rasă
- 7.0% Hispanici sau Latino (de orice rasă)

## Orașe înfrățite
- Cheongju, Coreea de Sud
- Nahodka, Rusia
- Port Stephens, Australia
- Punta Arenas, Chile
- Tateyama, Japonia
- Vaasa, Finlanda

## Legǎturi externe
- Bellingham - QuickFacts Arhivat în 6 mai 2009, la Wayback Machine.

1. ↑   https://cob.org/gov/mayor/bio, accesat în 21 februarie 2025 Lipsește sau este vid: |title= (ajutor)
2. ↑  Gazetteer Files – 2020 (în engleză), United States Census Bureau, accesat în 16 noiembrie 2021